# Baštenski alati
Baštenski alat je alat koji se koristi za rad u poljoprivredi i baštovanstvu. Baštenski alati sе razlikuju po nameni: za obradu zemlje, zalivanje, orezivanje drveća, košenje travnjaka itd. Alati se takođe mogu podeliti na ručne i mehanizovane.

## Ručni alati
Ručni alati koji i danas koriste baštovani vode poreklo od najranijih poljoprivrednih alata koje su ljudi koristili. Na primer: sekira, lopata, grabulje, kosa, vile, motika.
Najranije oruđe izrađivano je od drveta, kremena, metala, kalaja i kosti. Međutim, razvoj obrade metala, počevši od bakra, a zatim gvožđa i čelika, omogućio je izradu jačih alata. Industrijska obrada je omogućila proizvodnju efikasnih alata za sečenje kao što su sekače i makaze za travu.
Danas su baštenski alati napravljeni od laganijih materijala i laki za rukovanje. Prilikom kreiranja alata, uzima se u obzir ergonomija. To znači da su instrumenti dizajnirani da stavljaju manje stresa na ljudsko telo. Najefikasniji drže telo u neutralnom položaju, što pomaže u smanjenju uticaja na zglobove i mišiće.

## Baštenska oprema
Električni alat je obično opremljen motorom sa unutrašnjim sagorevanjem, ili električnim motorom koji pokreće radne delove. Tu su i pneumatski baštenski alati, kao što su pneumatske makaze.
Prvi alat koji je stekao popularnost među baštovanima bila je kosilica. Usledio je širok asortiman električnih alata kao što su trimer, kultivator, duvaljka, seckalica za baštu, motorni traktor, motorna testera...

## Literatura
- Передерей Н. А. Садовые инструменты и инвентарь — Moskva, 2004 g.